# Menabrea
A Menabrea a legrégebbi olasz sörök egyike. Felhasználásával készül a Sbirro nevű sajt is.

## Története
A Biellában található főzdét 1846-ban alapította Welf di Gressoney, valamint két testvér, Antonio és Gian Battista Caraccio, majd 1864-ben Giuseppe Menabrea és Antonio Zimmermann 95 000 líráért megvásárolta. 1872-ben Menabrea és két fia, Carlo és Alberto létrehozták a Società G. Menabrea e Figli nevű társaságot, amely egyre jobban működött: 1882-ben már egy világos, pilzeni típusú és egy sötét, monaco típusú sört is gyártott. Ez utóbbit Quintino Sella korábbi pénzügyminiszter is nagyra értékelte, sőt, Carlót október 5-én I. Umbertó olasz király az Olasz Királyság rendjének lovagjává is kinevezte. Ő ugyan 1885-ben meghalt, de 1896-ban két lányának, Eugeniának és Albertinának a férje, Emilio Thedy és Agostino Antoniotti újabb társaságot alapított, amely folytatta a sörgyártást. 1930-ban megvásároltak több neves vendéglátóhelyet Torinóban és Novarában. Az 1980-as évekre a termelés elérte a 36 000 hektolitert, majd hamarosan a 40 ezret is meghaladta. 1991-ben a Menabrea a Forst csoport tulajdonába került. 2004-ben már 100 000 hektolitert gyártottak, amelynek kis részét 20 országba exportálták is.

## A gyár adatai
Az üzem egy 7500 m²-es területen épült fel, amiből az épületek 5000 m²-t foglalnak el. Az éves sörtermelés 110 000 hektoliter, amelynek 56%-át hordóba töltik, 44%-át üvegekbe palackozzák. 38 alkalmazottjából 23 fizikai munkás, 11-en foglalkoznak adminisztrációval, valamint 4 közülük technikus. A gyár éves vízfogyasztása 38 000 m³, míg földgázból (metánból) évi 360 000 m³ fogy.

## Típusai

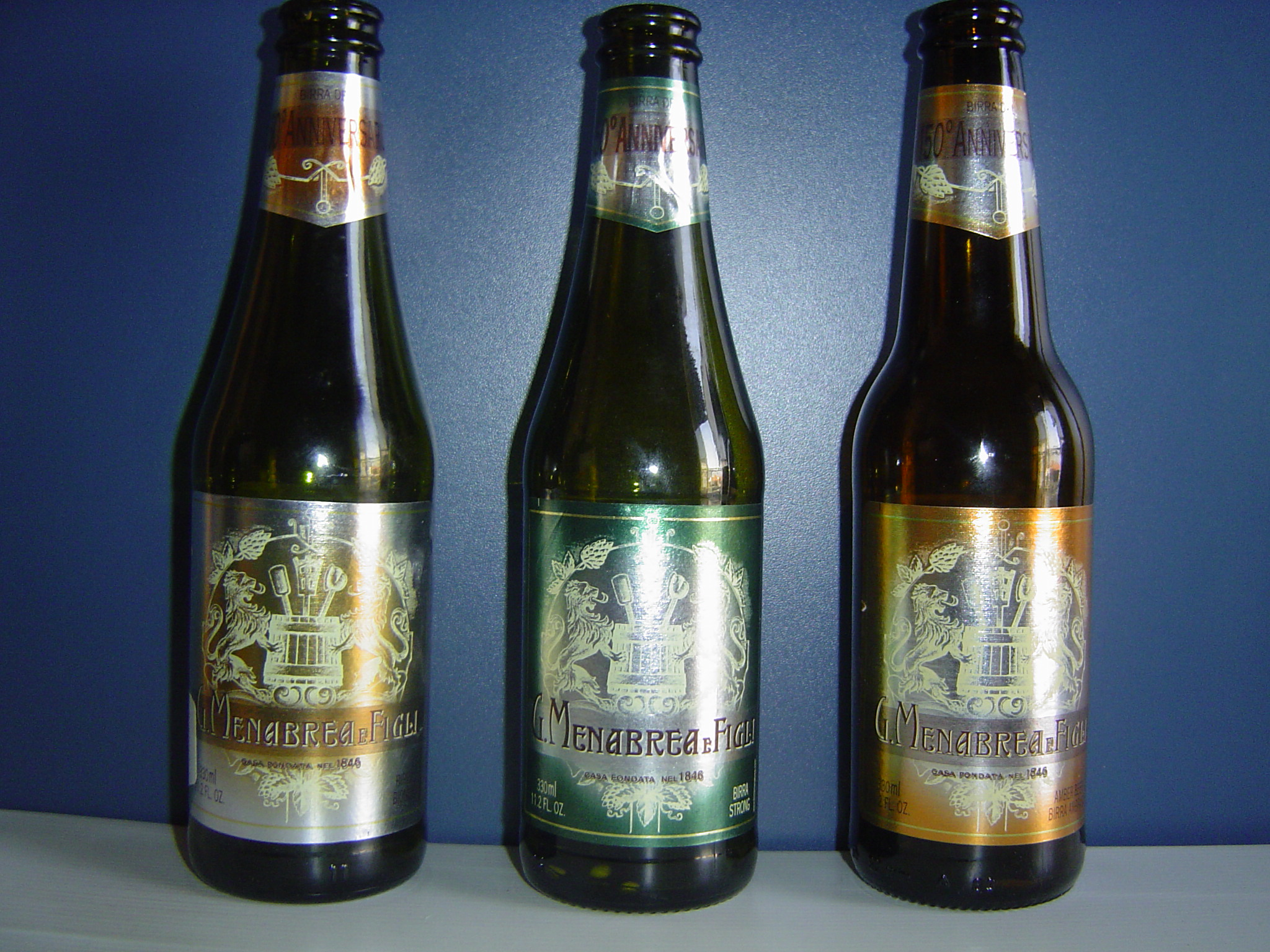
Különféle Menabrea-változatok

A Menabrea három fő termékcsaládot gyárt, de azokon belül is vannak változatok. Az első csoport a La 150°, amelyet az alapítás 150. évfordulójára hoztak létre, a második a Top Restaurant, amelyet a minőségi éttermeknek szállítanak, a harmadik pedig a karácsonyi kiadás.
| Név                      | Extrakttartalom (fok) | Alkohol | Energia (kcal/100 g) | Oldott szén-dioxid (üvegben, g/l) | Ajánlott hőmérséklet |
| ------------------------ | --------------------- | ------- | -------------------- | --------------------------------- | -------------------- |
| La 150° Bionda           | 11,2                  | 4,8%    | 38                   | 5,5                               | 6–8 °C               |
| La 150° Ambrata          | 11,8                  | 5,0%    | 42                   | 5,5                               | 6–8 °C               |
| La 150° Strong           | 16,8                  | 8,0%    | 50                   | 5,3                               | 6–8 °C               |
| 7,5° Doppio Malto        | 17,0                  | 7,5%    | 60                   | 5,5                               | 6–8 °C               |
| Top Restaurant 35 Light  | 8,0                   | 3,5%    | 30                   | 5,3–5,7                           | 6–8 °C               |
| Top Restaurant 55 Pils   | 12,2                  | 5,2%    | 42                   | 5,3–5,7                           | 6–8 °C               |
| Top Restaurant 75 Bock   | 17,0                  | 7,5%    | 60                   | 5,3–5,7                           | 6–8 °C               |
| Top Restaurant 5.3 Weiss | 12,0                  | 5,2%    | 45                   | 5,3                               | 6–8 °C               |
| Christmas Beer           | 12,7                  | 5,2%    | 50                   | 5,3–5,7                           | 6–8 °C               |